# Caraboctonidae
Famille
Les Caraboctonidae sont une famille de scorpions.

## Distribution
Les scorpions de cette famille se rencontrent dans l'Ouest de l'Amérique du Sud.

## Description
Leur venin n'est pas dangereux pour l'homme mais leur piqure peut être douloureuse.

## Liste des genres
Selon The Scorpion Files (13/06/2020) :
- Caraboctonus Pocock, 1893
- Hadruroides Pocock, 1893

## Systématique et taxinomie
Fet et Soleglad en 2003 élèvent la sous-famille des Caraboctoninae des Iuridae au rang de famille, ils répartissent les genres en deux sous-famille les Caraboctoninae avec Caraboctonus et Hadruroides et les Hadrurinae avec Hadrurus puis en 2004 Hoffmannihadrurus.
Santibáñez-López, Ojanguren-Affilastro et Sharma en 2020 élèvent la sous-famille des Hadrurinae des Caraboctonidae au rang de famille.

## Publication originale
- Kraepelin, 1905 : Die Geographische Verbreitung der Scorpione. Zoologische Jahrbücher, Abteilung für Systematik, Geographie und Biologie der Tiere, vol. 22, no 3, p. 321–364 (texte intégral).